# Shawnee Smith

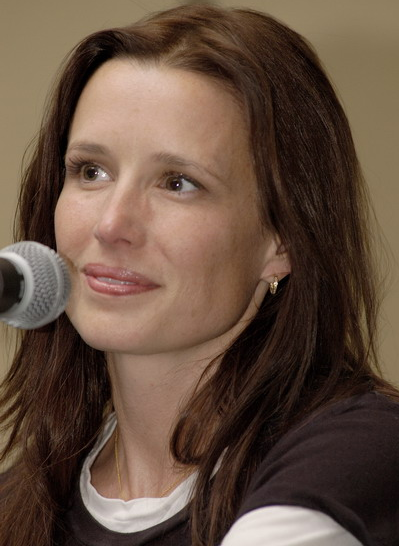
Shawnee Smith (2007)

Shawnee Smith (* 3. Juli 1969 in Orangeburg, Orangeburg County) ist eine US-amerikanische Filmschauspielerin.

## Leben und Karriere
Shawnee Smith wurde in Orangeburg (South Carolina) als zweites Kind der Krankenschwester Patricia und des Finanzberaters und US-Air-Force-Piloten Jim Smith geboren. Als Shawnee ein Jahr alt war, zog die Familie nach Van Nuys. Als sie zwei Jahre alt war, ließen ihre Eltern sich scheiden und ihre Mutter heiratete wieder, als Shawnee acht wurde. Smith besuchte die Ranchito Avenue Elementary School in Panorama City, um dann 1987 die North Hollywood High School in North Hollywood abzuschließen.
Nach Nebenrollen in Leaving Las Vegas, Armageddon – Das jüngste Gericht, Saw und Die Insel gelang Shawnee Smith 2005 mit Saw II der Durchbruch. Außerdem spielte sie die Rolle von Amanda Young auch in Saw III, Saw VI, sowie Saw X. Bekannt wurde sie in Amerika vor allem durch Fernsehauftritte, zum Beispiel in der Serie Becker. Für ihre Rollen im Fernsehdrama Crime of Innocence (1985) sowie im Science-Fiction-Horrorfilm Der Blob (1988) wurde sie für den Young Artist Award nominiert.
Außerdem tourte sie als Frontsängerin mit der Band Fydolla Ho durch die USA und Großbritannien; sie und Schauspielerin Missi Pyle bilden auch die Country-Rock Band Smith & Pyle.

## Persönliches
Ihre erste Ehe schloss Smith 1998 mit dem Fotografen Jason Reposar. Diese dauerte bis 2003 an und ihr entstammt eine Tochter, die 1999 geboren wurde. Die Trennung von Reposar verarbeitete sie später im Song Sugar mit ihrer Band Smith & Pyle. Aus Shawnees zweiter Ehe mit Kai Mattoon von 2005 bis 2006 entstammt ein Sohn, der 2005 geboren wurde.

## Filmografie (Auswahl)
Darstellerin
- 1982: Annie
- 1984: Silver Spoons (Fernsehserie, Folge 3x03)
- 1985: Nicht unsere Tochter (Not My Kid)
- 1985: It’s Your Move (Fernsehserie, Folge 1x17)
- 1985: Cagney & Lacey (Fernsehserie, Folge 5x03)
- 1985: Schuldlos hinter Gittern (Crime of Innocence, Fernsehfilm)
- 1986: Der stählerne Adler (Iron Eagle)
- 1986: All Is Forgiven (Fernsehserie, 9 Folgen)
- 1986: Der Frauenmörder von Los Angeles (Easy Prey, Fernsehfilm)
- 1987: Summer School
- 1988: Stürme des Herzens (Bluegrass, Fernsehfilm)
- 1988: Todesspiele (I Saw What You Did, Fernsehfilm)
- 1988: Der Blob (The Blob)
- 1989: Wer ist Harry Crumb? (Who’s Harry Crumb?)
- 1989–1990: A Brand New Life (Fernsehserie, 6 Folgen)
- 1990: 24 Stunden in seiner Gewalt (Desperate Hours)
- 1990: Heißes Erbe Las Vegas (Jackie Collins’ Lucky Chances, Fernsehserie, 3 Folgen)
- 1993: Mord ist ihr Hobby (Murder, She Wrote, Fernsehserie, Folge 10x06)
- 1994: Stephen Kings The Stand – Das letzte Gefecht (The Stand, Miniserie, 3 Folgen)
- 1994: Akte X – Die unheimlichen Fälle des FBI (The X Files, Fernsehserie, Folge 2x09)
- 1995: Leaving Las Vegas
- 1995: The Low Life
- 1996: Female Perversions
- 1996: Der Tod kam als Engel (Face of Evil, Fernsehfilm)
- 1997: Bombshell
- 1997: Every Dog Has Its Day
- 1997: Dogtown
- 1997: Drei Bräute auf Hochtouren (Something Borrowed, Something Blue, Fernsehfilm)
- 1997: Arsenio (Fernsehserie, 6 Folgen)
- 1997: Im Dschungel gefangen (Dead Men Can’t Dance)
- 1997: The Shining (Stephen King’s The Shining, Miniserie, Folge 1x03)
- 1997: Männer sind zum Küssen da (Men)
- 1997: American Shrimps (Eat Your Heart Out)
- 1997–1998: The Tom Show (Fernsehserie, 19 Folgen)
- 1998: Players (Fernsehserie, Folge 1x10)
- 1998: Armageddon – Das jüngste Gericht (Armageddon)
- 1998: Wes Cravens Carnival of Souls
- 1998: The Party Crashers
- 1998: Wenn Wünsche in Erfüllung gehen (Twice Upon a Time, Fernsehfilm)
- 1998–2004: Becker (Fernsehserie, 129 Folgen)
- 1999: A Slipping-Down Life
- 1999: Breakfast of Champions – Frühstück für Helden (Breakfast of Champions)
- 2002: Never Get Outta the Boat
- 2004: Saw
- 2004: The Almost Guys
- 2005: Die Insel (The Island)
- 2005: Saw II
- 2006: Saw III
- 2007: 30 Days of Night: Dust to Dust (Miniserie, Folge 1x01)
- 2007: Secrets of an Undercover Wife (Fernsehfilm)
- 2009: The Grudge 3
- 2009: Saw VI
- 2010: Kill Speed – Lebe schnell … stirb jung (Kill Speed)
- 2010: Law & Order: LA (Law & Order: Los Angeles, Fernsehserie, Folge 1x01)
- 2010–2011: The Secret Life of the American Teenager (Fernsehserie, 2 Folgen)
- 2012: Jayne Mansfield’s Car
- 2012: Marie (Fernsehserie, Folge 1x10)
- 2012–2014: Anger Management (Fernsehserie, 94 Folgen)
- 2013: Der Preis des Erfolges (Grace Unplugged)
- 2016: Savannah Sunrise
- 2016: Believe
- 2021: Christmas vs. The Walters
- 2023: City of Fire (Fernsehserie, 6 Folgen)
- 2023: Saw X
- 2024: Bloodline Killer

Produzentin
- 2007: 30 Days of Night: Dust to Dust (Miniserie, Executive Producerin)
- 2021: Christmas vs. The Walters

## Videospiel
- 2002: Grand Theft Auto: Vice City (Fever 105 Famale Imaging Synchronisation)
- 2012: Lollipop Chainsaw (Mariska Synchronisation)

## Diskografie
Alben
Verwendet in Filmen (Soundtrack etc.)
- Vial, Fydolla Ho (4-track Demo CD, Erscheinungsdatum: unbekannt)
- Untied, Fydolla Ho (2001)
- It’s OK to be Happy, Smith & Pyle (2008)

Singles
- „I Fear“, Carnival of Souls (1998)
- „Killer Inside“ (mit Hydrovibe), Saw III Soundtrack (2006)
- „Zytrate Anatomy“, Repo! The Genetic Opera zehnminütiger Kurzfilm (2006)

Unbekanntes Album / Jahr
- „Please Myself“, Catacombs Soundtrack (2007)
- „Deciding“ (2004)
- „Head“ (2004)
- „Shelter“ (2004)

Fydolla Ho
- „Oh Yeah“
- „No Matter“
- „Pieces“
- „Behave“
- „Afraid“